# Mestis
Mestis — американская рок-группа, основанная гитаристом Animals as Leaders Хавьером Рейесом.

## История
Группа Mestis создана в Лос-Анджелесе, США гитаристом-виртуозом Хавьером Рейесом, который наиболее известен в качестве участника прог-рокового трио Animals as Leaders и группы T.R.A.M. Музыканты исполняли замысловатую мелодичную инструментальную музыку, содержащую элементы джаз-фьюжна, прогрессивного метала и латиноамериканской музыки. Рейес чаще всего играл на восьмиструнной электрогитаре, бас-гитаре, а также занимался записью и продюсированием альбомов.
Дебютной работой проекта стал мини-альбом Basal Ganglia, выпущенный в 2012 году на лейбле Sumerian Records. Помимо Рейеса, в записи приняли участие Мэтт Гарстка (барабанщик Animals as Leaders), перкуссионист Эктор Барез и тромбонист Дэвид Стаут. На протяжении следующих лет Рейес занимался написанием нового материала. В 2015 году он собрал трио для живых выступлений, в состав которого вошли бас-гитарист Intronaut Джо Лестер и барабанщик Дэйв Тимник. Вместе с ними группа выпустила первый полноформатный альбом, получивший название Polysemy. Помимо трио основных музыкантов, в записи были задействованы Мэтт Гарстка, а также Марио Камарена и Эрик Хансел из Chon. В 2018 году вышел второй лонгплей группы Eikasia. В сентябре 2020 года выходит концертный альбом En Vivo.

## Дискография
- 2012 — Basal Ganglia (EP)
- 2015 — Polysemy
- 2018 — Eikasia
- 2020 — En Vivo (Live)